# Freddie McGregor

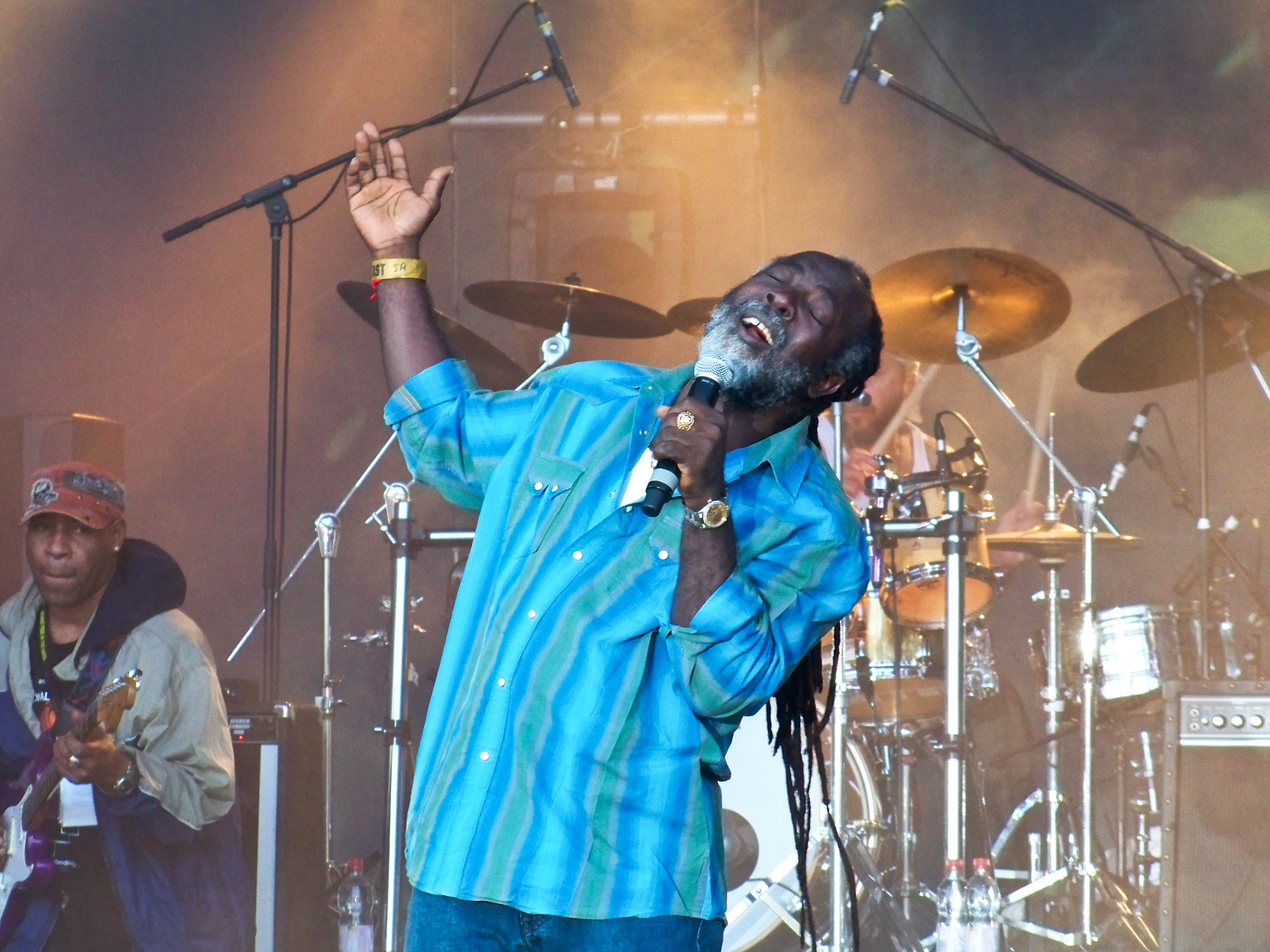

Freddie McGregor, född 27 juni 1956 i Clarendon, Jamaica, är en sångare och låtskrivare inom musikstilen reggae.
Freddie McGregor har samarbetat med producenter som Junjo Lawes, Linval Thompson och Gussie Clarke. Han är medlem av Twelve Tribes of Israel, en religiös del inom rastafari. Några av hans mest kända låtar är bland andra; Big Ship, Lover's Rock, Push Comes To Shove, Just Don't Want To Be Lonley, I Was Born A Winner och Give Jah Glory.
Två av Freddie McGregors barn är också kända som artister, Daniel "Chino" och Stephen "The Genius" som bland annat har komponerat några låtar på Sean Pauls album Imperial Blaze.